# Том Сойер
То́мас «Том» Со́йер (англ. Thomas «Tom» Sawyer) — один из главных персонажей романов Марка Твена: «Приключения Тома Сойера» (1876), «Том Сойер за границей» (1894) и «Том Сойер — сыщик» (1896); также персонаж романа «Приключения Гекльберри Финна».
Персонаж присутствует также, по крайней мере, в трёх незаконченных произведениях Марка Твена — «На школьном холме» (англ. Schoolhouse Hill), «Заговор Тома Сойера» (англ. Tom Sawyer's Conspiracy) и «Гек и Том среди индейцев» (англ. Huck and Tom Among the Indians). Хотя все три незаконченные работы были изданы после смерти автора, только «Заговор Тома Сойера» может похвастаться законченным сюжетом, так как Твен забросил остальные две работы, успев закончить всего несколько глав.
Имя выдуманного персонажа могло быть взято у реального человека по имени Том Сойер, с которым Марк Твен познакомился в Сан-Франциско, Калифорния, где работал репортёром издания «San Francisco Call». Писатель сообщает в предисловии, что характер персонажа был списан с троих мальчиков, с которыми он был знаком в детстве, однако мнения литературоведов о том, кто в действительности был прототипом героя, расходятся.

## Описание
Том Сойер — предприимчивый, игривый мальчишка, обожающий красоваться перед другими ребятами. Олицетворяет собой беспечность и замечательный мир детства середины XIX века. Полное имя персонажа звучит как Томас, но так его называют только, когда собираются подвергнуть порке. Возраст Тома Сойера, прямо не указанный в книге, можно определить по эпизоду выпадения одного из передних верхних зубов, что обычно происходит у детей в 6-8 лет. В пользу версии о более старшем возрасте Тома и его товарищей говорит то, что они понемногу приобретают привычку к курению уже в первой книге, или могут переносить грузы, весящие по 50 фунтов (~22.7 кг). Во второй же книге, «Приключения Гекльберри Финна», Гек, который мог бы быть ровесником Тома, говорит о своём возрасте так: «Баку на вид казалось столько же, сколько и мне, — лет тринадцать-четырнадцать или около того».
Мать Тома умерла, об отце автор не сообщает никаких сведений; воспитывает Тома тётя Полли — родная сестра матери. У Тома есть сводный брат Сид; Том и Сид постоянно испытывают взаимную неприязнь. Также у Тома есть двоюродная сестра Мэри. Лучшими друзьями Тома являются Джо Гарпер и «Гекльберри Финн — бездомный мальчик, покинутый своими родителями. На момент начала действия книги Приключения Тома Сойера» Том влюблён в Эмми Лоуренс, но позже её место в его сердце занимает Бекки Тэтчер. Несмотря на непоседливый характер, Том очень много читает, отдавая предпочтение приключенческой литературе (так как сам по натуре авантюрист и любит искать приключения).
В повести «Приключения Гекльберри Финна» Гекльберри, после долгих скитаний попавший к дальним родственникам Тома, выдаёт себя за Тома, в связи с чем настоящему Тому, приехавшему в гости к родственникам, чтобы не разоблачить друга, приходится выдавать себя за Сида.

## Театральные постановки
- В 1963 году спектакль «Том Сойер» был поставлен в рижском ТЮЗе.
- В 2013 году на сцене Театра Юношеского Творчества в Санкт-Петербурге поставлен спектакль «Приключения Тома Сойера».
- В 2016 году на сцене Государственного Русского драматического театра Удмуртии (г. Ижевск) был поставлен спектакль «Приключения Тома Сойера», режиссёр — Юлия Кочнева, художник — Андрей Запорожский.
- В 2019 году на сцене Государственного театра кукол Республики Коми в городе Воркуте был поставлен спектакль «Приключения Тома Сойера и Гекльберри Финна», режиссёр-постановщик — Михаил Логинов, художник-постановщик — Захар Давыдов.

## В произведениях, не принадлежащих перу Марка Твена
В фильме «Лига выдающихся джентльменов» присутствует персонаж по имени Том Сойер, который утверждает, что «работал сыщиком». Действие фильма происходит в самом конце XIX века, при этом Тому 18 лет.

## Образ в кино
Том Сойер на IMDb
- 1917 — «Том Сойер» — кинофильм, США; роль Тома Сойера исполнил Джек Пикфорд.
- 1930 — «Том Сойер» — кинофильм, США; роль Тома Сойера исполнил Джеки Куган.
- 1931 — «Гекльберри Финн» — кинофильм, США; роль Тома Сойера исполнил Джеки Куган.
- 1938 — «Приключения Тома Сойера» — кинофильм, США; роль Тома Сойера исполнил Томми Келли[англ.].
- 1973 — «Том Сойер» — кинофильм, США; роль Тома Сойера исполнил Джонни Уайтакер.
- 1974 — «Приключения в городе, которого нет» — телефильм на темы различных сказок, СССР; роль Тома Сойера исполнил Игорь Амбражевич.
- 1975 — «Гекльберри Финн»[англ.] — телефильм, США; роль Тома Сойера исполнил Дон Мост[англ.].
- 1980 — «Приключения Тома Сойера» — аниме, Япония; роль Тома Сойера озвучила Масако Нодзава.
- 1981 — «Приключения Тома Сойера и Гекльберри Финна» — телефильм, СССР; роль Тома Сойера исполнил Фёдор Стуков.
- 1982 — «Мошенники и грабители: Тайные приключения Тома Сойера и Гекльберри Финна[англ.]» — телефильм, США; роль Тома Сойера исполнил Патрик Кридон[англ.].
- 1985 — «Приключения Марка Твена»[англ.] — кинофильм, США; роль Тома Сойера исполнил Крис Ритчи.
- 1995 — «Приключения Тома Сойера»[англ.] — кинофильм, США; роль Тома Сойера исполнил Джонатан Тейлор Томас[англ.].
- 2000 — «Том Сойер» — мультфильм, США; роль Тома Сойера озвучил Ретт Акинс[англ.].
- 2003 — «Лига выдающихся джентльменов» — кинофильм, США; роль Тома Сойера исполнил Шейн Уэст.
- 2011 — «Том Сойер» — кинофильм, Германия; роль Тома Сойера исполнил Луис Хофман.
- 2012 — «Приключения Гекльберри Финна» — кинофильм, Германия; роль Тома Сойера исполнил Луис Хофман.
- 2020 — «Том Сойер» — аниме, Канада, Франция; роль Тома Сойера озвучил Даниэль Брошу.